# Dragoljub Minić
Dragoljub Minić (Titogrado, 5 aprile 1936 – Novi Sad, 5 aprile 2005) è stato uno scacchista serbo (jugoslavo fino al 2003).
Vinse il Campionato jugoslavo nel 1962, alla pari con Aleksandar Matanović.
Partecipò con la nazionale jugoslava a due Olimpiadi degli scacchi: Varna 1962 e di Siegen 1970, ottenendo il risultato complessivo di +11 =7 –0 (80.6%). Vinse la medaglia d'argento di squadra a Varna 1962 e di bronzo di squadra a Siegen 1970.
Principali risultati di torneo:
- 1963:  secondo a Belgrado, dietro ad Aleksandar Matanović;
- 1965:  primo-quarto con Mario Bertok, István Bilek e Rudolf Teschner nel torneo di Capodanno di Reggio Emilia 1964/65;[2]
- 1967:  primo-terzo a Varna;
- 1971:  pari primo a Zagabria con Dražen Marović;
- 1973:  pari primo a Pristina;
- 1974:  primo a Vinkovci.

Minić era noto come un grande esperto delle aperture (in particolare della difesa siciliana) e dotato di grandi capacità analitiche. Fu tra i principali allenatori dei due più forti giocatori jugoslavi, Svetozar Gligorić e Ljubomir Ljubojević.
Ottenne il titolo di Maestro Internazionale nel 1964, e di Grande maestro "Honoris causa" nel 1991.
Alcune partite notevoli:
- Ratmir Kholmov - Dragoljub Minić, Belgrado 1963  – Partita indiana A46
- Boris Spassky - Dragoljub Minić, Match URSS-Jugoslavia 1965  – Siciliana chiusa B23
- Dragoljub Minić - Georgi Tringov, Belgrado 1965  – Siciliana Najdorf B99
- Mark Taimanov - Dragoljub Minić, Vinkovci 1970  – Est indiana E70
- Albin Planinc- Dragoljub Minić, Vidmar Memorial, Lubiana 1973  – Siciliana Najdorf B96